# Альмолонга

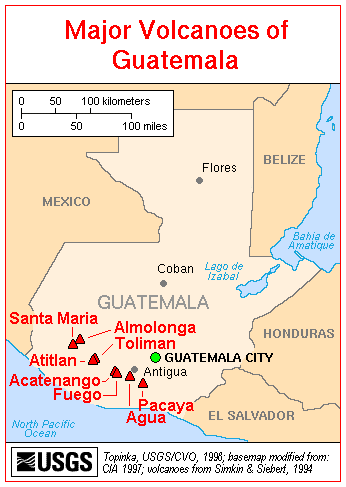
Основні вулкани Гватемали

Вулкан Альмолонга, також званий «Серро Кемадо» (Спалена гора) або «Ла Муела» (Моляр) через свою виразну форму, - це  андезитовий стратовулкан у південно-західному департаменті Кесальтенанго в Гватемалі. Вулкан розташований поблизу міста Альмолонга, на південь від Кесальтенанго, другого за величиною міста Гватемали.
Вулкан розташований уздовж зони розлому Зуніл і має центральну кальдеру, оточену кількома куполами дацитової та ріолітової лави, утворену в задуговій вулканічній обстановці, активність якої почалася 84 000 до н.е. Стратовулкан Альмолонга є найдавнішою будівлею, яка зазнала колапсу перед виверженням  Атітлан, яке утворило кальдеру та є головним хронологічним маркером вулканізму в регіоні. В результаті обвалу стратовулкана утворилася кальдера діаметром 3,3 км і глибиною 350 м, яка згодом була зайнята лавовими куполами на її північному краю та вкрита шарами тефри з численних вулканів, як у полі Альмолонга, так і в інших. Серро Кемадо є найбільшим (близько 2 км3) і наймолодший комплекс лавових куполів. Комплекс утворився завдяки вісьмом жерлам з в’язкими лавовими потоками та пробками протягом чотирьох окремих вулканічних фаз – перші дві включають витік лави та утворення нових куполів. Серро Кемадо зазнало флангового колапсу 1150 до н.е, у результаті чого утворився зсув, який змістився на 6 км на південний захід у долині Льяно-де-Піналь і займав площу 13 км2, спричинивши бічний вибух, який також вплинув на сусідній вулкан Сієте-Ореяс. Згодом у шрамі обвалу з’явився купол лави. У 1818 році протягов пів року виверження сформувало бічний потік лави, який подолав 2,5 км на схід. Лахари та подальша вибухова активність є потенційною небезпекою від цього вулкана.

## Дивіться також
- Список вулканів Гватемали